# Nadnarwianka Pułtusk
MLKS Nadnarwianka Pułtusk – polski klub piłkarski z siedzibą w Pułtusku założony w 1921 roku.
Przed II wojną światową funkcjonowały również sekcje lekkoatletyki, pływacka i łyżwiarska.
W sezonie 2005/2006 pułtuski zespół awansował do III ligi. W 2008 roku zajął 5. miejsce w grupie łódzko-mazowieckiej tych rozgrywek.